# ジョン・T・カーペンター
ジョン・T・カーペンター(John T. Carpenter)は米国の学芸員および大学教員である。
米国コネチカット州生まれ。

## 学歴
コロンビア大学で日本美術を専攻。

## 経歴
学生時代、世界を旅するうちに日本の書道に出会う。日本には当初3日間だけ滞在の予定であったが、日本が気に入り結局3年間滞在することになった。その間英会話学校の講師をしながら日本美術を学ぶ。
1999年から2009年までロンドン大学東洋アフリカ研究学院（SOOSで日本美術史の授業を担当）。その後、セインズベリー日本藝術研究所ロンドン研究室・室長を歴任。
このほか、ハイデルベルク大学で講師を、そして2009年から2011年の間、東京大学で客員教授を務める。このほかワシントン大学、立命館大学で教鞭をとる。
2011年7月から、メトロポリタン美術館（以下MET）に学芸員として勤務している。収蔵品の管理や展覧会の企画に従事している。

## 人物
日本の書道、絵画、木版画の分野への造詣が深く、日本の芸術について複数の著作を著している。
日本語も堪能で、2022年2月、小室眞子元内親王がメトロポリタン美術館のウェブサイトで沖縄出身の芸術家山田真山の作品についての解説を発表されたとき、英文への翻訳を担当している。

## 著作
- 2012 Designing Nature: The Rinpa Aesthetic in Japanese Art (Fashion Studies). (Metropolitan Museum of Art. ISBN 0300184999
- 2019 The Tale of Genji : a Japanese classic illuminated Yale University Press.
- 2018 The poetry of nature : Edo paintings from the Fishbein-Bender collection.  Yale University Press
- 2012 Designing nature : the Rinpa aesthetic in Japanese art.  Yale University Press
- 2011 The artist's touch, the craftsman's hand : three centuries of Japanese prints from the Portland Art Museum.  University of Washington Press
- 2008 Reading surimono : the interplay of text and image in Japanese prints : with a catalogue of the Marino Lusy Collection.  Hotei.
- 2008 Designed for pleasure : the world of Edo Japan in prints and paintings, 1680-1860 University of Washington Press
- 2006 『天皇の詩歌と消息 : 宸翰にみる書式 : 藤井永観文庫所蔵』立命館大学21世紀COEプログラム「京都アート・エンタテインメント創成研究」
- 2005 Hokusai and his age : ukiyo-e painting, printmaking and book illustration in late Edo Japan.  Hotei.
- 1998 Edo : art in Japan 1615-1868. National Gallery of Art.
- 1995 The Frank Lloyd Wright collection of surimono.  Phoenix Art Museum

## 業績
- Designing Nature (2012–13)[4]
- Brush Writing in the Arts of Japan (2013–14)[5]
- Celebrating the Arts of Japan (2015–17)[6]
- The Poetry of Nature (2018–2019)[7]
- The Tale of Genji: A Japanese Classic Illuminated (2019)[8]
- メトロポリタン美術館の展覧会、デザイニングネイチャー：「日本美術における琳派の美学（2012）」の図録